# Algemene Pensioen Groep NV
Algemene Pensioen Groep, APG, is de grootste pensioenuitvoeringsorganisatie van Nederland. Op 1 maart 2008 werd APG opgericht als zelfstandige uitvoeringsorganisatie van Stichting Pensioenfonds ABP (het pensioenfonds voor overheid en onderwijs). In datzelfde jaar fuseerde het met pensioenuitvoeringsorganisatie Cordares, dat het vermogensbeheer en de pensioenadministratie uitvoerde voor bpfBOUW (het pensioenfonds voor de Bouw). Een andere vermogensbeheer klant is de Stichting Pensioenfonds voor de Woningcorporaties (SPW).                   
APG werkt voor pensioenfondsen en werkgevers in de sectoren onderwijs, overheid, bouw, schoonmaak, woningcorporaties, sociale werkvoorziening, medisch specialisten en architectenbureaus. Het beheerde per 31 december 2023 in totaal 569 miljard euro aan pensioenvermogen. Met ongeveer 3700 medewerkers werkt de organisatie vanuit vestigingen in Heerlen, Amsterdam, Brussel, New York, Hongkong, Shanghai en Peking.
In januari 2025 maakte Stichting Pensioenfonds ABP bekend dat APG vanaf 2030 exclusief voor het ambtenarenfonds gaat werken. Dit betreft alleen de vermogensbeheer activiteiten. Met dit besluit zal 75 miljard euro aan belegd vermogen een andere beheerder moeten zoeken. Van de 3700 medewerkers van APG zijn er 1100 werkzaam bij vermogensbeheer.